# In the prime
『In the prime』（イン・ザ・プライム）は、あみん通算2枚目のスタジオ・アルバム。2007年7月25日発売。発売元はBMG JAPAN。

## 解説
岡村孝子・加藤晴子からなる、2007年に再結成を果たした女性デュオの25年ぶりのスタジオ・アルバム。詳細は「あみん」を参照されたい。
1980年代、およそ1年半の活動の間に2枚のアルバムをリリースしたが、2ndアルバム『メモリアル』は、作詞・作曲を務める岡村の楽曲を一切含まないカヴァー・アルバムだったため、オリジナルとしては本作品が2枚目にあたる。
先行発売された両A面シングル「ひまわり／待つわ'07」（2007.6.20）を含む、全10曲。デビュー・シングル「待つわ」（1982.7.21）のB面だった「未知標」の2007年バージョンが収録されているほか、さだまさしが作詞をした「銀色の少女」のあみんバージョンを収録。元々は岡村孝子32枚目のシングルとして発売され、コーラスで加藤晴子が参加していた。新たにレコーディングされたあみんバージョンには、加藤のソロパートも有る。楽曲に関する詳細は岡村ソロ名義での「銀色の少女」を参照されたい。
2007年7月11日放送のNHK音楽番組『SONGS』に出演し、「夢をあきらめないで（あみんVersion）」「待つわ'07」「ひまわり」を歌唱した（ほか、第33回NHK紅白歌合戦に出演した際の映像など）。一部のテレビ情報誌では、上記3曲に「銀色の少女 ～あみんVersion～」を含めた4曲を披露、と書かれていたが、この日は放映されなかった。しかしその分、二人の女性の生き方にもスポットが当てられた濃い内容の番組になったと云える。。
初回限定盤には、フォトブックレットとDVD付き。ブックレットでは撮影でオーストラリアへ訪れた際のショット、DVDはオフショットやインタビュー映像が見られる。なお、通常盤と初回限定盤はジャケット写真が異なっている。加えて、シングル「ひまわり／待つわ'07」と同アルバムのダブル購入者へ向けた連動特典付。
2007年夏に行われた24年ぶりのコンサート「25th Anniversary Aming Concert Tour 2007 In the prime 〜ひまわり〜」では、本アルバム収録曲すべてが披露された。この模様は10月27日にNHK BS2で放送されたほか、12月19日にはDVD商品化もされた。NHKで放送されるものとは別編集で、初回盤は写真集などが付随したメモリアル仕様。また、上記『SONGS』での「銀色の少女 ～あみんVersion～」歌唱映像が特典で収録されている。

## 収録曲
1. ひまわり　（5:04）
2. In the prime　（4:54）
3. 感謝の気持ち　（4:49）
4. 神様のご褒美　（5:08）
岡村が、時を経て再び加藤と歌える喜びを素直に言葉で表現した曲[3]
5. 待つわ'07　（5:08）
6. 未知標'07　（4:30）
7. 夏が終わってく　（4:25）
8. 流星　（4:41）
9. 世界中メリークリスマス　（4:41）
10. 銀色の少女 ～あみんVersion～　（5:15）

- 全作詞・作曲: 岡村孝子（except「銀色の少女 ～あみんVersion～」さだまさし）

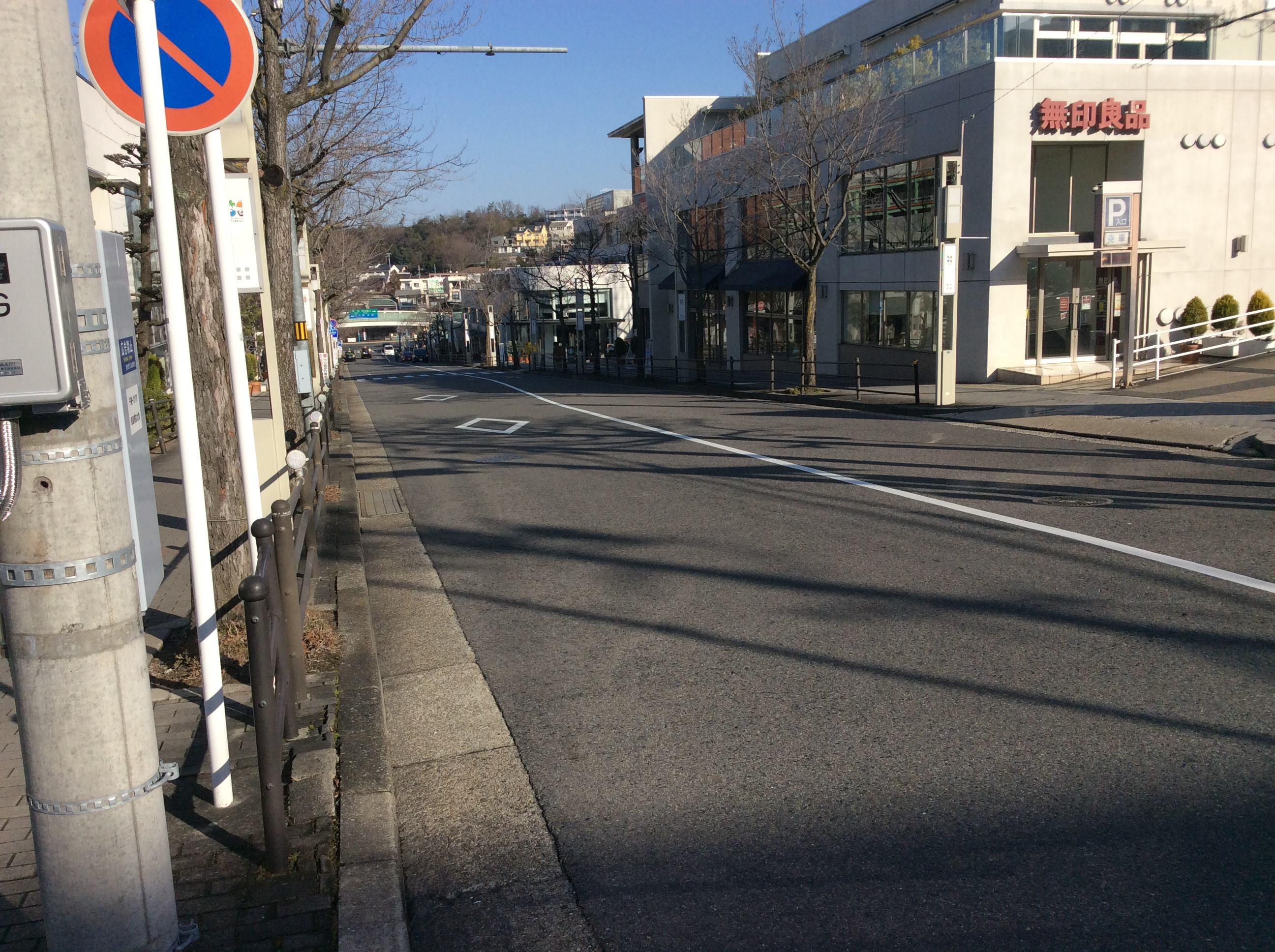
椙山女学園大学星が丘キャンパス近くの菊里高校前交差点より星ヶ丘駅（坂を下り切った大通り沿いにある）方面を見る。「神様のご褒美」の歌詞の通りの緩い坂である。

- 全編曲: 萩田光雄、Ebako Jr.

## 関連作品
- 1stシングル「待つわ」　M-5・6
- 5thシングル「ひまわり／待つわ'07」　M-1・5
- あみん1stアルバム「P.S. あなたへ・・・」　M-5
- あみん作品集「P.P.S. あなたへ・・・」　M-5・6
- 岡村孝子 32ndシングル「銀色の少女」　M-10
- 岡村孝子 「Andantino a tempo」　M-6
- 岡村孝子 「After Tone」　M-6
- 岡村孝子 「Ballade」　M-6
- 岡村孝子 15thアルバム「四つ葉のクローバー」　M-10
- 岡村孝子 「After Tone V」　M-10